# Фишер, Франц
Франц Фишер (нем. Franz Joseph Emil Fischer; 19 марта 1877 − 1 декабря 1947) — немецкий химик, разработчик метода производства синтетических углеводородов (процесс Фишера — Тропша).

## Биография
Франц Фишер родился 19 марта 1877 года в городе Фрайбург (земля Баден-Вюртемберг). Изучал химию в заведениях Фрайбурга и Мюнхена, а после стажировался у Анри Муассана (Париж), Вильгельма Оствальда (Лейпциг), Эмиля Фишера (Берлин). По завершении стажировки Франц начал преподавать в Фрайбургской горной академии.
В 1911 году Фишер стал заведующим кафедрой электрохимии в Высшей технической школе города Шарлоттенбург, пригород Берлина (ныне является одним из районов).
В 1913 году Обществом кайзера Вильгельма был назначен первым директором Института исследования угля имени Кайзера Вильгельма (ныне Институт исследований угля Общества Макса Планка) в Мюльхайм-ан-дер-Руре. В этом институте Франц познакомился с Гансом Тропшем. Они проводили совместные исследования по синтезу углеводородов. На базе лабораторий компании BASF им удалось получить смесь углеводородов при реакции монооксида углерода и водорода, но содержание искомых веществ был крайне низким. Позже учёные подобрали необходимые катализаторы и параметры протекания реакции — и среди продуктов взаимодействия остались только углеводороды и вода. Эта реакция была названа в честь её создателей — процесс Фишера — Тропша.

## Награды
- 1927 — Медаль Эмиля Фишера[нем.]
- 1935 — Медаль Карла Энглера[нем.]
- 1936 — Медаль Вильгельма Экснера
- 1937 — Медаль Августа Вильгельма Гофмана[нем.]